# Hans Fischer (Fußballspieler)
Hans Fischer (* 8. Februar 1914; † 30. Mai 1983) war ein deutscher Fußballspieler. Eigentlich Torhüter half er teilweise als Feldspieler aus und erzielte dabei ein Tor als Oberliga-Spieler.

## Sportlicher Werdegang
Fischer begann seine Karriere beim RTuSV Rot-Weiß Frankfurt. Obwohl der Klub 1938 in die Gauliga Südwest aufstieg, wechselte der Torhüter innerhalb der Mainmetropole zum ebenfalls Erstligisten Eintracht Frankfurt. Ab 1940 reduzierte sich kriegsbedingt die Anzahl seiner Ligaeinsätze, bis zur Einstellung des Spielbetriebs verzeichnete er insgesamt 42 Spiele in der Gauliga. Nach dem Zweiten Weltkrieg gehörte er direkt wieder zur Mannschaft nach der offiziellen SGE-Wiedergründung im Herbst 1945 und stand beim Auftakt der Oberliga Süd beim 2:2-Remis beim Karlsruher FC Phönix am ersten Spieltag der Spielzeit 1945/46 auf dem Feld, als Karl Röll und Franz Grigutsch einen zwischenzeitlichen 0:2-Rückstand egalisierten. Anschließend wurde er von Helmut Henig und Hans Ricker zwischen den Pfosten verdrängt und kam nur noch unregelmäßig zum Einsatz, zumal zwischen Dezember 1946 bis Juli 1947 Toni Turek als Stammtorhüter hinzukam. Bis zu seinem Karriereende 1948 gehörte er der Eintracht an und kam noch zu 14 Spieleinsätzen in der Oberliga Süd, bei der 2:9-Niederlage bei den Stuttgarter Kickers im Mai 1946 erzielte er als Linksaußen aufgeboten den Treffer zum Endstand.